# ¿Quién quiere ser millonario?: alta tensión
¿Quien quiere ser millonario?: alta tensión fue un programa de concursos chileno, transmitido por Canal 13. Su formato de juego es muy parecido al del programa ¿Quién quiere ser millonario?, que también fue transmitido por Canal 13, aunque con algunas diferencias. Fue conducido por Diana Bolocco, y fue reemplazada por Sergio Lagos, debido al embarazo de la primera. El programa es un tipo de programa Hot Seat (silla caliente). También se hizo una versión VIP, donde los concursantes eran famosos.

## Formato
Con la compra en enero de 2011 de Canal 13 del formato del Hot Seat, esto trae varios cambios y similitudes respecto al millonario original. Estos son los cambios que tiene el Millonario Alta Tensión y el original.
- Hay un tiempo determinado para responder: de la 1.ª hasta la 5.ª, 15 segundos, de la 6.ªa la 10.ª 30, y de la 11.ª a la 15.ª 45. Esto hace que el programa ya no dure 3 horas de programa sino 60 minutos lo que hace el juego más ágil y más fácil ya que no solo se hace preguntas de historia y literatura sino también se hacen preguntas de imagen y sonido,
- En vez de 4 comodines, hay solo uno denominado Paso el cual se puede utilizar una sola vez. Cuando un jugador ocupa el Paso, el concursante que sigue (porque son 6 participantes y cuando uno pasa, el otro participante por orden sigue mientras que los otros esperan) se le hace la misma pregunta que dejó el otro jugador, pero ella no puede pasar. Si contesta correctamente la pregunta, puede ya usar su paso (solo si el jugador no haya pasado antes).
- Si un jugador se equivoca en la respuesta, el jugador pierde y perjudica a los demás, ya que al equivocarse una persona, el monto final de dinero va bajando (por ejemplo hay $120.000.000, una persona se equivoca, es eliminada y el monto final máximo es de $30.000.000, ver Escala de premios). El formato de este programa tiene un parentesco al del Rival más Débil ya que se usa un procedimiento similar.

## Alta Tensión VIP
En noviembre de 2011, Canal 13 decide crear una versión estelar aparte de la emisión diaria, en este spin-off se mantiene la misma modalidad pero ahora se juega solo con famosos representando a fundaciones. Era emitido los martes en horario estelar (después de las 22:00).

## Escenografía
La escenografía es la clásica del millonario original a la que se le agregan varios cambios como que tras los participantes hay dos franjas LED indicando el monto y en que pregunta se encuentran, los participantes dejan de estar sentados en un lugar fijo ya que cada vez que un participante utilice el comodín del paso o se equivoque en la respuesta deberán quitar una silla y todos los demás participantes deberán cambiarse de posición.

## Escala de premios
| Nº de Pregunta |
| 15             |
| 14             |
| 13             |
| 12             |
| 11             |
| 10 Piso        |
| 9              |
| 8              |
| 7              |
| 6              |
| 5 Piso         |
| 4              |
| 3              |
| 2              |
| 1              |

| Monto total (CLP) |
| $120.000.000      |
| $30.000.000       |
| $15.000.000       |
| $7.500.000        |
| $5.000.000        |
| $3.000.000        |
| $2.000.000        |
| $1.000.000        |
| $750.000          |
| $500.000          |
| $250.000          |
| $200.000          |
| $150.000          |
| $100.000          |
| $50.000           |

## Premios y nominaciones
| Año  | Premio           | Categoría                  | Resultado |
| ---- | ---------------- | -------------------------- | --------- |
| 2013 | Premios TV Grama | Mejor Programa de Concurso | Ganador   |